# SMS Deutschland
Az SMS Deutschland a Német Császári Haditengerészet (Kaiserliche Marine) egyik csatahajója volt. A róla elnevezett Deutschland-osztály az utolsó régi típusú csatahajókból (pre-dreadnoughtokból) álló német hajóosztály volt. A német megjelölés alapján sorhajók (Linienschiff) voltak, míg az utánuk következő modernebb, dreadnought-mintájú csatahajókat „nagy sorhajó” (Großes Linienschiff) megnevezéssel látták el.
A hajó 1906 és 1917 között teljesített szolgálatot a flotta kötelékében, hosszú ideig annak zászlóshajójaként. A világháború első két évében a legtöbb nagyobb északi-tengeri hadműveletben részt vett, így az 1916-os skagerraki csatában is. A csata után a túl lassúnak és sebezhetőnek bizonyuló osztály egységeit a Nyílt-tengeri Flotta (Hochseeflotte) kötelékéből kivonták és már csak partvédelmi feladatokkal látták el őket. 1917-ben kivonták az aktív szolgálatból is és Wilhelmshavenben lakóhajóként használták a háború végéig. 1920-ban törölték a flotta állományából és 1922-ig lebontották.

## Tervezése és építése
Az Alfred von Tirpitz altengernagy által forszírozott második flottatörvény elfogadásával 1900-ban a Császári Haditengerészet biztosította az anyagi hátteret 20 új csatahajó (sorhajó) megépítéséhez a következő 17 év során. Elsőként a Braunschweig-osztály öt egységének megépítését kezdték meg, majd nekiláttak a következő osztály terveinek elkészítéséhez, mely a Deutschland-osztály lett. Az új hajók erősen hasonlítottak a Braunschweig-osztályhoz, de jelentősen erősebb páncélzatot kaptak. A súlycsökkentés érdekében a másodlagos tüzérség lövegtornyait is elhagyták és a korábban alkalmazott kazamatákban helyezték el a lövegeit.

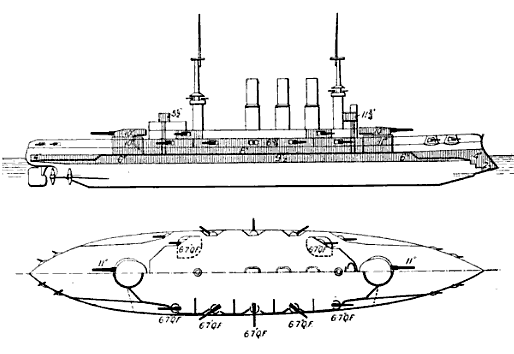
a Deutschland-osztály vázlati rajza

A Deutschlandot a Germaniawerft kieli hajógyárában építették meg az új hajóosztály első egységeként August Müller felügyelete mellett. A flottánál a Vermehrungsbau N megjelölést kapta, ami arra utalt, hogy a hajóval bővítették a flottát, nem pedig egy elavult és szolgálatból kivonandó egység pótlására (Ersatzbau) szánták. A gerincfektetésére 1903. július 20-án került sor és 1904. november 19-én bocsátották vízre. Az ünnepségen Bernhard von Bülow birodalmi kancellár mondott keresztelő beszédet, a keresztelést pedig Vilmos császár végezte.
A Deutschland volt a hatodik a Germaniawerftnél megépített csatahajó (sorhajó) és másodikként viselte az ország nevét az 1874-ben vízrebocsátott Deutschland páncélosfregatt után. Az Undine után ez volt a második olyan hajó a Császári Haditengerészetben, melyet az Anschütz-Kaempfe által gyártott pörgettyűs iránytűvel láttak el, ez viszont még mindig csak egy fejlesztés alatt álló modell volt. Testvérhajói a Pommern, Schlesien, a Schleswig-Holstein és a Hannover lettek.
A német flottafejlesztési terveket kihívásként értékelő britek megépítették és 1906 decemberében már szolgálatba is állították a Dreadnoughtot, mely 12 darab 305 mm-es ágyújával, erősebb páncélzatával és gőzturbináinak köszönhető nagyobb sebességével elavulttá tette az új német sorhajókat. Az osztály öt egységét és a Blücher páncélos cirkálót valószínűleg anyagi okokból fejezték be mégis változatlan formában. A megnövelésükhöz nem állt rendelkezésre elegendő pénzösszeg, emellett ezek a hajók is még pont akkorára épültek meg, hogy a Vilmos császár-csatornán és a wilhelmshaveni zsilipeken átférjenek. A csatornán való áthaladáshoz így is az alsó kazamaták ágyúit be kellett vonni a hajótestbe.
Technikai paraméterek
A Deutschland teljes hossza 127,6 m, szélessége 22,2 m, merülése 8,21 m volt, amivel a normál vízkiszorítása 13.191 tonna, teljes terheléssel 14.218 tonna volt. Személyzetét 35 tiszt és 708 sorállományú tengerész tette ki. Meghajtásáról három darab háromszoros expanziójú gőzgép és a hozzájuk kapcsolt egy-egy hajócsavar gondoskodott. A gépek 16 990 lóerős maximális teljesítménye révén 18,6 csomós csúcssebesség elérésére volt képes. A gőzt 12 Scotch kazán szolgáltatta. A füst a két nehéz katonai árboc között elhelyezett három kéményen át távozott. Szénkészlete 1540 tonnát tett ki. 10 csomós cirkálósebesség mellett a hatótávolsága 4850 tengeri mérföld volt.
Fő tüzérsége négy 28 cm-es űrméretű, 40 kaliberhosszúságú gyorstüzelő ágyúból állt, melyeket két lövegtoronyban helyeztek el a hajó elülső illetve hátsó részén (2×2). Másodlagos tüzérsége 14 darab 17 cm-es, 40 kaliberhosszúságú ágyúból állt és a fő tüzérség kiegészítésére szolgált, míg a 20 darab, önálló talpazatokon elhelyezett 8,8 cm-es, 45 kaliberhosszúságú ágyút a torpedónaszádok elleni védelemre szánták. A kor kapitális hajóihoz hasonlóan felszerelték víz alatti torpedócsövekkel, melyekből hattal rendelkezett. A Krupp által gyártott páncélzata a páncélöv mentén 140–225 mm vastag volt. Fedélzetének páncélzata 40 mm-es páncéllemezekből állt, a fő lövegtornyok a legvastagabb helyeken 280 mm vastagok voltak.

## Szolgálata

### 1906-1908
Átadása után próbajáratai 1906. augusztus 3-tól szeptember végéig tartottak, majd aktív szolgálatba lépve a Kaiser Wilhelm II csatahajót váltotta a flotta zászlóshajójaként szeptember 26-án, mikor Henrik herceg felhúzatta rajta tengernagyi zászlaját. Első parancsnoka Wilhelm Becker sorhajókapitány volt, de őt még szeptember hónap során Günther von Krosigk váltotta. A II. csatahajórajhoz (Geschwader II) osztották be, ahol a Weissenburgot váltotta zászlóshajóként. A raj többi egysége ekkor a Braunschweig- és a Brandenburg-osztály hajóiból állt. A hajóhad új parancsnokaként Henrik herceg a flotta szintű gyakorlatok során nagy hangsúlyt fektetett a pontos tüzelésre és az egységként való manőverezésre.

Miklós cár német és Vilmos császár orosz tengernagyi egyenruhában a Deutschland fedélzetén (1907)

1906 decemberében az Északi-tengeren megtartott téli hadgyakorlatokon vett részt, majd visszatért Kielbe. 1907. február 16-án a flotta fő erőinek a Hochseeflotte (Nyílt-tengeri Flotta) nevet adták. 1907 elején újabb Északi-tengeren megtartott manőverek következtek a dániai Skagenhez való kihajózással, melyet a kieli kikötő elleni támadások szimulálása követett. Május-júniusban újabb gyakorlatozások következtek, a júniusi flotta szintű hadgyakorlatot (Sommermanöver) a Norvégiába tett nyári út zárta. A Norvégiából való visszatérés után augusztus elején a Deutschland Swinemündébe hajózott, ahol Miklós orosz cár megszemlélte a német flottát Standart nevű jachtjáról. Ezt követően a flotta az éves őszi hadgyakorlathoz (Herbstmanöver) gyülekezett, melyet augusztus-szeptemberben szoktak megtartani. Ebben az évben ezt kevéssel elhalasztották, hogy nagyobb számban, összesen 112 egységet összevonva szemlélhesse meg Vilmos császár a flottáját a Wilhelmshaven előtti Schillig-révnél. Az őszi manőver során a flotta az Északi-tengerre hajózott ki, majd Apenrade közelében a IX. hadtest szárazföldi egységeivel közösen hadgyakorlatoztak. Ezek végrehajtása után szeptember 14-én visszatért Kielbe. Novemberben a Kattegatban hajtott végre raj szintű hadgyakorlatokat (Geschwadermanöver) egységével, majd szárazdokkba került az éves karbantartás elvégzésére.
1908 februárjában a Balti-tengeren megtartott hadgyakorlatokon vett részt. A fedélzetéről szemlélte meg Vilmos császár az első német dreadnought-mintájú csatahajó, a Nassau vízrebocsátását március 7-én, majd az uralkodó Helgoland szigetére tett látogatására utazott vele a Berlin könnyűcirkáló kíséretében. Május-június során Helgoland előtt tartott hadgyakorlatot a flotta, melyet Vilmos herceg, a császár fia a Deutschland fedélzetéről szemlélt meg. 1908 júliusában a Nyílt-tengeri Flotta többi egységével együtt kihajózott az Atlanti-óceánra egy nagyszabású flottamanőver végrehajtására. Bár az angol-német fegyverkezési verseny miatt a két ország között feszült volt a kapcsolat, Henrik herceg a hasonló utakat szorgalmazta az előző év során, mivel ezekkel a flottát fel lehetett készíteni a távoli vizeken való bevetésre és meg lehetett velük törni a hazai vizeken végrehajtott felkészülések monotonitását. A flotta július 17-én hajózott ki Kielből és a Vilmos császár-csatornán át ért az Északi-tengerre, majd az Atlanti-óceán felé folytatta az útját. A Deutschland a Portugáliában Funchal és a Kanári-szigeteken Santa Cruz de Tenerife kikötőit kereste fel az út során. A flotta augusztus 13-án tért vissza Németországba és a hónap 27-től szeptember 12-ig a Herbstmanöveren volt. Ezután a flotta egységei különböző part menti városokat kerestek fel, hogy látogatásaik révén növeljék a haditengerészeti kiadások lakossági támogatottságát.

### 1909-1914

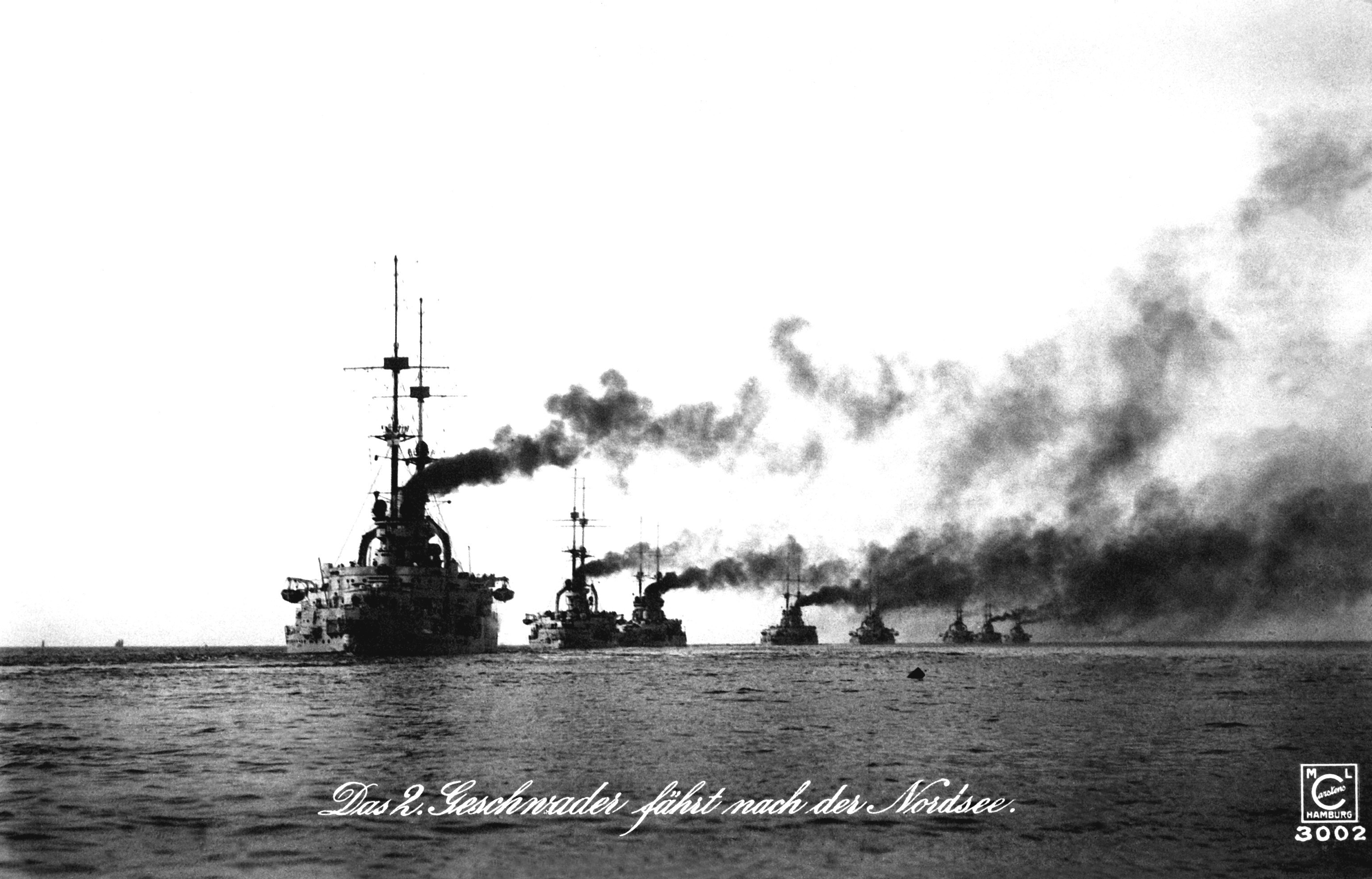
a II. csatahajóraj (Geschwader II) egységei úton

1909-ben a hasonló rendszerben zajlott a szolgálat a Deutschland számára. Ehler Behring áprilisban vette át a parancsnokságot von Krosigktól. Júniusban a Kaiserschießpreis (a német hadihajók tüzérségi versenye) során kategóriájában a Deutschland nyújtotta a legjobb teljesítményt. Július 7. és augusztus 1. között újabb atlanti-óceáni utat tett a flotta, melynek során a Deutschland Bilbao városát kereste fel Spanyolországban. A hazafelé vezető úton Spitheadben a brit flotta fogadta a Hochseeflottét. Újabb gyakorlatok után az esedékes karbantartásokat végezték el rajta, melyek során további talapzatra szerelt keresőfényeket kapott és az első német hadihajóként röntgengéppel is ellátták. Az 1909-es év végén Henrik herceget Henning von Holtzendorff tengernagy váltotta a flotta élén, aki megtartotta zászlóshajónak a Deutschlandot. Holtzendorff a flotta fő bázisának a Balti-tenger melletti Kiel helyett az északi-tengeri Wilhelmshavent tette meg 1910. április 1-ével, mivel az új Nassau-osztályú csatahajók szélességük miatt nem fértek át a két tengert összekötő Vilmos császár-csatornán.
1910 májusában a flotta a Kattegatban gyakorlatozott, mivel Holtzendorff stratégiai elképzelései szerint egy esetleges konfliktus során a vélhetően agresszíven fellépő brit flottát az itteni sekély vizekre csalogatják és itt mérnek rá csapást . Az éves nyári utat Norvégiába tették, melyet egy flottaszintű hadgyakorlat és augusztus 29-én egy Danzigban megtartott flottaszemle követett. A Deutschland ebben az évben ismét a Kaiserschießpreis élén végzett kategóriájában. Novemberben a Hela aviso-hajó és a Sleipner kíséretében vendégül látta Vilmos császárt a Mürwiki Haditengerészeti Akadémia megnyitóján Flensburgban. Mivel a Deutschland merülése túl nagy volt a Flensburg előtti Gelting-öbölbe való behajózáshoz, a császár a Sleipnerre szállt át. A szemlét követően a flotta a Balti-tengeren gyakorlatozott.
1911 márciusának elején a Deutschland Vilmost ismét Helgolandra szállította. Ezt követően a Skagerrakban és a Kattegatban gyakorlatozott a flotta. Júniusban és júliusban brit és amerikai hajórajok fogadásán vett részt Kielben. Az év őszi manőverei a Balti-tengerre és a Kattegatra korlátozódtak. A Deutschland ekkor már harmadszorra nyerte el a Schießpreist. A Ferenc Ferdinánd főherceg és Rudolf Montecuccoli tengernagy vezette osztrák-magyar delegáció fogadására újabb szemlét tartottak a manőver közben. Theobald von Bethmann-Hollweg kancellár a Deutschland fedélzetéről követte az eseményeket. Október 1-én a Deutschlandot kivonták a II. csatahajóraj kötelékéből, miután a Reichstag engedélyezte a 17. csatahajó megépítését is és ezzel a két nyolc egységből álló raj mellett a zászlóshajó taktikai egységbe való beosztás nélkül szerepelhetett.
1912 közepén a második marokkói válság miatt a szokásos nyári utat a flotta a Balti-tengerre tette, hogy egy esetlegesen kitörő konfliktus során ne tegyék ki azt ellenséges támadásoknak. Az őszi manőver során szeptemberben a Deutschland zátonyra futott a Balti-tengeren és az elszenvedett sérülések kijavításához szárazdokkba kényszerült. A javításokkal novemberre végeztek és a Wintermanöveren már részt vehetett a Balti-tengeren. Még októberben, a javítások alatt Hugo Meurer vette át a hajó parancsnokságát.
1913. január 30-án Holtzendorffot leváltották a flottaparancsnoki tisztségben, aminek fő oka az volt, Vilmos császárt nem győzték meg stratégiai elképzelései. Helyét Friedrich von Ingenohl altengernagy vette át, aki január 31-én bevonatta a tengernagyi lobogót a Deutschlandról és az új Friedrich der Große csatahajón vonatta fel. Az orrán lévő ornamentikát, melyet zászlóshajóként viselt, eltávolították és a hajó visszakerült a II. csatahajóraj állományába. Az év gyakorlatozásai a korábbi éveknek megfelelő ütemben zajlottak. Az év során rövid időre, míg a Friedrich der Großén karbantartási munkálatokat végeztek, ismét a flotta zászlóshajója lett.

### Első világháború

#### 1914-1916
1914. július 14-én hajózott ki a Hochseeflotte az éves nyári norvégiai útjára. A júliusi válság miatt a császár lerövidítette az utat és két héttel az útnak indulásuk után a hajók már visszatértek támaszpontjaikra. A Deutschland július 29-én érkezett meg Kielbe és innen augusztus 1-én áthajózott Wilhelmshavenbe. A háború kitörésekor a rajának egységeivel együtt az Elba torkolatának védelmével bízták meg. E tevékenységét megszakítva október 1. és 23. között Wilhelmshavenben tartózkodott, majd Kielben október 27. és november 4. között karbantartásokat végeztek el rajta. November 10-én részt vett a Balti-tengeren Bornholm irányába tett hadműveletben, mely két nappal később zárult ellenséges erőkkel való találkozás nélkül. November 17-től ismét az Elbánál járőrözött. Míg december 15-16-án a testvérhajói részt vettek a Scarborough, Hartlepool és Whitby elleni rajtaütés biztosításában, addig a Deutschland továbbra is itt teljesített őrszolgálatot.
A Deutschland január 21-én tért vissza Wilhelmshavenbe, ahol két nappal később Ingenohl átmenetileg ismét zászlóshajójává tette meg, amíg a Friedrich der Große a Balti-tengeren gyakorlatozott. Ez idő alatt került sor a doggerbanki csatára, melyben odaveszett a Blücher páncélos cirkáló, mivel a Hochseeflotte csatahajórajai nem voltak a közelben, hogy a visszavonuló csatacirkálókat támogassák. Ingenohl február 1-én visszatért a Friedrich der Großéra, nem sokkal később viszont Hugo von Pohl altengernagyot nevezték ki a helyére. A Deutschland visszatért az Elba előtti őrjáratok végzéséhez. 1915. február 21. és március 12. között Kielben dokkban állt, majd ismét az Elbánál járőrözött. Március 14-én a II. csatahajóraj parancsnokának, Felix Funke ellentengernagynak lett a zászlóshajója, őt már augusztus 12-én Franz Mauve ellentengernagy váltotta a tisztségben. Szeptember 21-én a hajó a Balti-tengerre hajózott át gyakorlatozni, ami október 11-ig eltartott. Ezután Kielbe került karbantartási munkálatok elvégzése végett.
A part menti járőrözések 1916 elejéig folytatódtak, majd 1916. február 27. és április 1. között a Deutschland az AG Vulcan hamburgi szárazdokkjában állt karbantartási munkálatok miatt. Április 24-25-én a II. csatahajóraj a Deutschlanddal és négy testvérhajójával csatlakozott az ekkor már Reinhard Scheer altengernagy irányította Hochseeflottéhoz, hogy Franz Hipper altengernagy csatacirkálóinak angol partok elleni támadását a többi csatahajórajjal együtt biztosíthassa. Útközben a Seydlitz csatacirkáló aknára futott és emiatt vissza kellett térnie Wilhelmshavenbe. Hipper többi hajója továbbhajózott, hogy végrehajtsa a Yarmouth és Lowestoft elleni rajtaütést, de a rossz időjárási körülmények miatt a támadást rövid idő után megszakították és visszavonultak még mielőtt a brit flotta reagálni tudott volna. Május 4-én a Deutschland részt vett egy a Horns Rev közelében észlelt ellenséges kötelék ellen indított hadműveletben, de már nem találtak rá az ellenséges erőkre. Május 11. és 22. között a hajórajával a Balti-tengeren volt gyakorlatozni.

#### Skagerraki csata

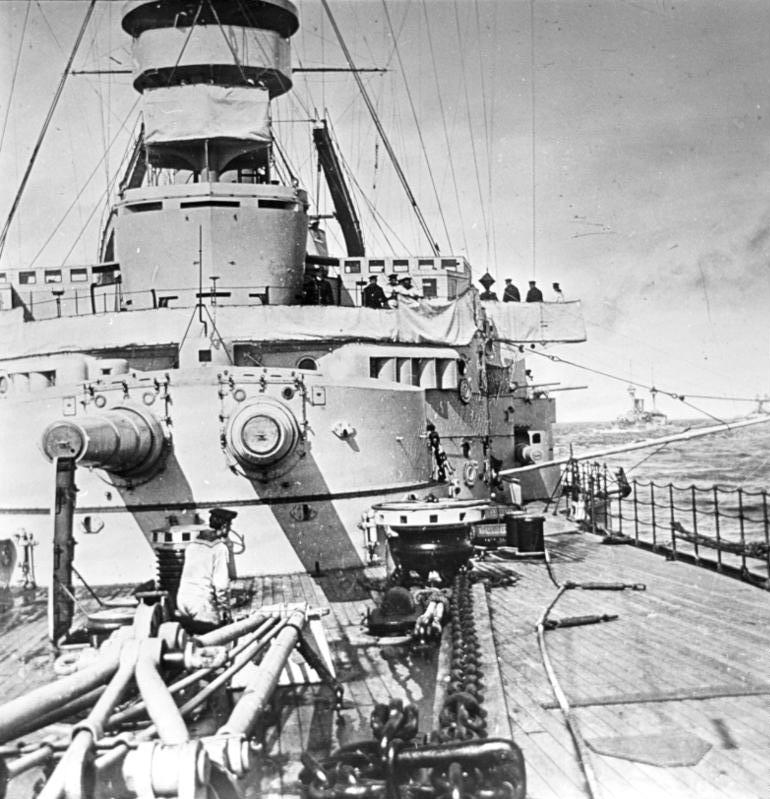
elülső lövegtorony

Scheer a visszatérése után újabb északi-tengeri hadművelet tervezésébe kezdett, de ebben a Seydlitzet is be kívánta vetni, melynek a javítása viszont egészen május végéig elhúzódott. A végül május 31-én kihajózó flotta csatavonalának leggyengébb hajókkal rendelkező egységeként a II. csatahajóraj a sor végén foglalt helyet. Röviddel 16:00 előtt az I. felderítőcsoport (Aufklärungsgruppe I) csatacirkálói összetalálkoztak a David Beatty vezette brit 1. csatacirkálórajjal (1st Battlecruiser Squadron) és a mellé rendelt 5. csatahajórajjal (5th Battle Squadron). A kétszeres fölényben lévő britek üldözőbe vették a déli irányba visszavonuló német felderítő erőket és közben tűzpárbajt vívtak egymással. melyben röviddel 17:00 előtt előbb az Indefatigable, majd nem egészen fél órával később a Queen Mary csatacirkáló semmisült meg. Miután észlelte a délről Hipper megsegítésére érkező német főerőket, Beatty kötelékével északnak fordult, hogy maga után vonva Jellicoe Grand Fleetje elé csalja őket. Scheer az 5. csatahajóraj teljes gőzzel való üldözését rendelte el és a briteknek csak lassan sikerült a közeledő német csatahajók lőtávolságán kívülre kerülni, míg a Deutschland és a II. csatahajóraj többi lassú pre-dreadnoughtja gyorsan lemaradtak a többi üldözőtől. 19:30-ra a Grand Fleet is felbukkant a színen, így a britek ismét nagy számbeli fölénybe kerültek. A németek manőverezési lehetőségeit erősen korlátozták a Deutschland-osztály lassú egységei. Amennyiben Scheer egyenesen haza vonult volna vissza, akkor a II. csatahajórajt feláldozta volna ezzel a lépéssel.
Scheer a szorult helyzetben hátraarcot (itt: Gefechtskehrtwendung) hajtott végre a csatahajóival, melynek során a csatavonal összes csatahajója egyszerre hajtott végre 180°-os fordulót. A Deutschland raja nem tudott a manőver után beilleszkedni az új formációba, ezért a csatavonal britekkel átellenben lévő oldalára helyezkedtek. Mauve a sor végére tervezte állítani a hajóit, de ezt a szándékát feladta mikor kiderült, hogy ezzel Hipper csatacirkálóinak manőverezését akadályozná. Ehelyett inkább a sor elejére kívánta pozicionálni a raját. Az esti órákban a brit csatacirkálók által szorongatott német csatacirkálók segítségére siettek és a két raj közé manővereztek, így könnyítve meg utóbbiaknak az elszakadást. A rossz látási körülmények hamar véget vetettek ennek az összecsapásnak. A Deutschland a csata ezen szakaszában egy lövést adott csak le a 28 cm-es ágyúival. Mauve úgy ítélte meg, hogy nem lenne tanácsos folytatni a harcot a jóval erősebb brit csatacirkálókkal, ezért hajóinak egy jobbra megkezdett 8 pontos (180°-os) fordulót rendelt el.
Május 31-én éjjel a Hochseeflotte felkészült a hazatérésre. A Deutschland, a Pommern és a Hannover a König mögé soroltak be, attól is valamennyire lemaradva. Brit rombolók támadások sorozatát indították a soraikon átgázoló német flotta ellen, több ezek közül a Deutschlandot vette célba. A közelharcban a Deutschland és a König kitért a támadó rombolók elől, de nem tudták kivenni kellő pontossággal a célpontokat ahhoz, hogy hatékonyan leküzdhessék őket. A Deutschland csak néhány 8,8 cm-es lövedéket lőtt ki a ködbe eredmény nélkül. Röviddel ezután a Pommernt legalább egy torpedótalálat érte és ennek következtében felrobbant. A hajó maradványaiból sok a Deutschland közelében hullott a vízbe. A Hochseeflotténak a heves éjszakai összecsapások révén sikerült áttörnie a brit utóvédet képező könnyű erők vonalain és 04:00-ra kiértek a Horns Revhez Dánia partjainál, néhány óra múlva pedig már Wilhelmshavenbe értek. A Nassau- és a Helgoland-osztály sértetlenül maradt csatahajói védelmi állást vettek fel a kikötő bejáratánál egy esetleges brit támadás elhárítására, míg a sérült hajók és a II. csatahajóraj behajóztak a kikötőbe. A csata folyamán a Deutschland egyetlen 28 cm-es és öt 8,8 cm-es lövedéket lőtt ki. Sérülés nem érte.

#### 1916-1917

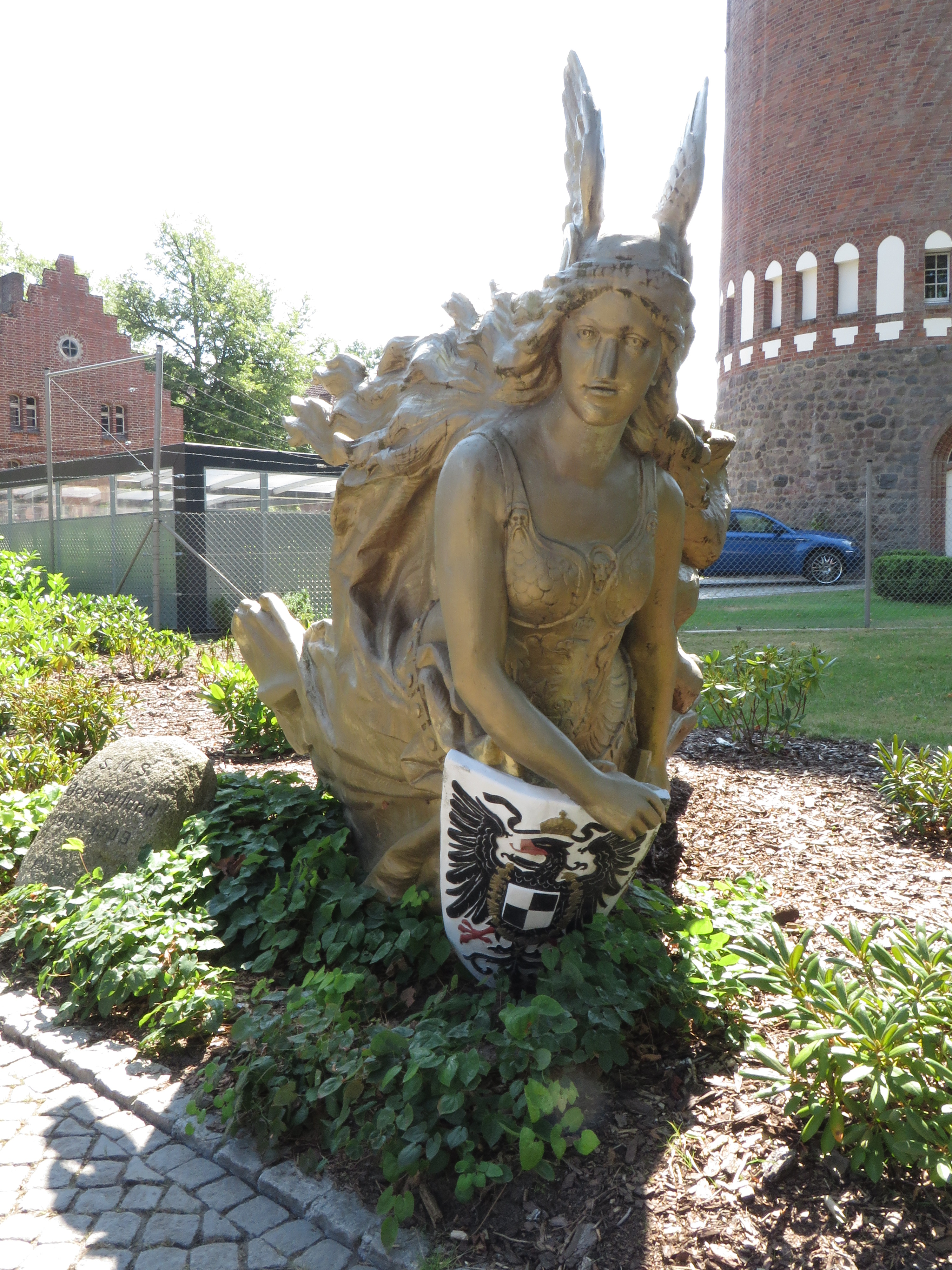
a Deutschland gallionfigurája a Mürwiki Tengerészeti Akadémia területén

Skagerrak után a Deutschland és a három megmaradt testvérhajója visszatért az Elba torkolata előtti őrszolgálatok teljesítéséhez és időnként áthelyezték a Balti-tengerre őket hasonló feladatok ellátására. A skagerraki csata tapasztalatai alapján a régi csatahajókat az újabb, 1916. augusztus 19-ei előretörés alkalmával már nem vetették be. Júliusban Rudolf Bartels sorhajókapitány váltotta Meurert a hajó parancsnokaként. Egy hónap után őt Reinhold Schmidt sorhajókapitány követte, aki a hajó utolsó parancsnoka lett. 1916 végén a II. csatahajóraj hajóit kivonták a Hochseeflotte állományából, ami után a Deutschland 1916. december 22. és 1917. január 16. között feladatok nélkül horgonyzott a Kieli-öbölben. Január 24-én Hamburgba hajózott, ahol karbantartások végett április 4-ig szárazdokkba került. Ez idő alatt a Deutschland legelülső 8,8 cm-es ágyúit a hátulsó felépítményre helyezték át és két hasonló űrméretű légvédelmi ágyút kapott ide helyettük. Július 28-án áthajózott a Balti-tengerre, ahol folytatta az őrjáratait. Rövid ideig a Balti-tenger nyugati felének partvédelmi parancsnokságának zászlóshajójaként teljesített szolgálatot, míg szeptember 10-én a Stettin át nem vette e szerepet. Augusztus 15-én a II. csatahajórajt feloszlatták és a hónap 31-én Kielbe hajózott.
Szeptember 10-én kivonták a szolgálatból, majd kiszerelték az ágyúit mielőtt Wilhelmshavenbe hajózott, hogy ott lakóhajóként alkalmazzák. Számos lövegét átalakították és a partvédelemhez, a szárazföldi tüzérséghez kerültek vagy vasúti ágyúként vetették be őket. 1920. január 25-én törölték a haditengerészet állományából és eladták lebontásra. A szétszerelésével 1922-re végeztek. A hajó orrdísze az eckernfördei haditengerészeti iskola területén van kiállítva, harangja Henrik herceg hemmelmarki birtokán lévő mauzóleumában található.

## Parancsnokai
| 1906. augusztus 3. – 1906. szeptember  | Wilhelm Becker sorhajókapitány      |
| 1906. szeptember – 1909. március 31.   | Günther von Krosigk sorhajókapitány |
| 1909. április 1. – 1912. október       | Ehler Behring sorhajókapitány       |
| 1912. október – 1916. július           | Hugo Meurer sorhajókapitány         |
| 1916. július – 1916. augusztus         | Rudolph Bartels sorhajókapitány     |
| 1916. augusztus – 1917. szeptember 10. | Reinhold Schmidt sorhajókapitány    |

 Érdekesség 
A hajón teljesített szolgálatot Ernst von Weizsäcker (1882–1951) tengerésztiszt, diplomata, a külügyminisztérium államtitkára és az Általános-SS vezérőrnagya.

## Fordítás
- Ez a szócikk részben vagy egészben  a   SMS Deutschland című angol Wikipédia-szócikk ezen változatának fordításán alapul.  Az eredeti cikk szerkesztőit annak laptörténete sorolja fel. Ez a jelzés csupán a megfogalmazás eredetét és a szerzői jogokat jelzi, nem szolgál a cikkben szereplő információk forrásmegjelöléseként.
- Ez a szócikk részben vagy egészben  a   SMS Deutschland (Schiff, 1904) című német Wikipédia-szócikk ezen változatának fordításán alapul.  Az eredeti cikk szerkesztőit annak laptörténete sorolja fel. Ez a jelzés csupán a megfogalmazás eredetét és a szerzői jogokat jelzi, nem szolgál a cikkben szereplő információk forrásmegjelöléseként.